# میلان کایکل
میلان کایکل (چکی: Milan Kajkl; ۱۴ مهٔ ۱۹۵۰ – ۱۸ ژانویهٔ ۲۰۱۴) بازیکن هاکی روی یخ اهل چکسلواکی بود.